# Otto Ganter Normteilefabrik
Die Otto Ganter GmbH & Co. KG Normteilefabrik ist ein 1894 gegründetes Maschinenbauunternehmen mit Sitz in Furtwangen im Schwarzwald. Sie produziert und vertreibt unter den Markennamen Ganter Griff sowie Elesa+Ganter Normelemente für unterschiedlichste Branchen und Anwendungen. Gründer Otto Ganter gilt mit der von ihm eingeführten Ganter-Norm als Pionier der Normierung.

## Geschichte
Das Unternehmen wurde am 1. Januar 1894 von Otto Ganter als mechanische Werkstätte für die Produktion von Metall-Bauteilen gegründet. Furtwangen, noch heute Sitz des Unternehmens, galt damals als ein Zentrum der deutschen Uhren- und Feinwerktechnik. 1912 führte Ganter seine Produkte in einem Katalog zusammen, der das Angebot standardisierte. Die daraus resultierende Ganter-Norm (GN) ist noch heute Basis für Normteile auch vieler anderer namhafter Hersteller.
Seit 1971 besteht eine strategische Partnerschaft mit dem italienischen Unternehmen Elesa S.p.A. in Monza, das vor allem Normelemente aus Kunststoffen herstellt, die das traditionell auf Metallwerkstoffe ausgerichtete Ganter-Sortiment ergänzen. In einem Joint Venture wurde dazu die Elesa+Ganter Austria GmbH durch Übernahme der Robert Ulrich GmbH gegründet. Normelemente wurden ab den Zeitpunkt in gemeinsamen Niederlassungen weltweit unter der Marke Elesa+Ganter vertrieben.
2011 erwarb Ganter die Mehrheit an der J.W.Winco Inc., um auf dem nordamerikanischen Markt zu expandieren. Das Unternehmen mit 40 Mitarbeitern in New Berlin (Wisconsin) beliefert Kunden in den USA und Mexiko sowie über seine Tochtergesellschaft J.W.Winco Canada Inc. in Kanada.
Zwischen 2012 und 2013 baute Ganter in Rheinhausen im Breisgau eine neue Dreherei.
2014 initiierte die Elesa+Ganter Austria GmbH den ersten Österreichischen Normteile Award.
2015 erfolgte der Neubau eines neuen Hochregallagers am Werk I in Furtwangen.
2021 erfolgte der Bau einer neuen Produktion.
Ganter wird als Familienunternehmen in der vierten Generation geführt und gehörte 2016 zu den weltweit größten Anbietern von Normteilen zum Bedienen und Spannen sowie Vorrichtungs- und Maschinenelementen.

## Normierung
Firmengründer Otto Ganter gilt mit der von ihm eingeführten Ganter-Norm als Pionier der Normierung. Bereits 1912, fünf Jahre vor der Einführung der Deutschen Industrienorm DIN (1917) begann er, sein eigenes Produktportfolio zu standardisieren und in einem ersten Katalog zusammenzufassen. Der Kerngedanke dieser später als Ganter-Norm (GN) bezeichneten Strategie war, von der kundenspezifischen Einzelfertigung zur wirtschaftlichen Serienproduktion überzugehen, die Teile zu lagern und sofort auf Abruf einzeln zu liefern.
Dieses Prinzip bildet noch heute die unternehmerische Grundlage für Ganter, über die Jahrzehnte ist das Produktportfolio kontinuierlich gewachsen. Inzwischen wird der Print-Katalog in seiner 15. Auflage durch digitale Produktverzeichnisse ergänzt. Auch wird Ganter seit vielen Jahren in Konstruktions-Handbüchern als Lieferant von DIN-Bauteilen und Normalien genannt.

## Produkte
Das Angebot von Ganter umfasst aktuell rund 100.000 Normelemente wie beispielsweise: Rastbolzen, Griffe, Knöpfe, Scharniere, Handräder und Kurbeln, Klemm- und Spannhebel, Maschinenfüße, Rollen und Räder sowie Verstellschlitten oder Stellungsanzeiger. Je nach Anwendungsgebiet werden die Elemente auch in korrosionsbeständigem Edelstahl sowie antibakteriellen oder medizintauglichen Kunststoffen produziert. Weitere Spezialitäten sind ESD-konforme sowie explosionsgeschützte Normelemente. Kundenspezifische Abwandlungen oder Sonderanfertigungen lassen sich ergänzend dazu auch in kleinen Stückzahlen umsetzen. Ganter beliefert mit seinen Normelementen unterschiedlichste Branchen, primär aber Unternehmen aus der Investitionsgüterfertigung, dem Maschinen- und Anlagenbau. Ganter ist dabei in Besitz von über 130 Patenten und Gebrauchsmustern.
Neben Auszeichnungen wie mehrfach den Staatspreis des Design Center Baden-Württemberg, mehrfach den Compasso d’Oro oder dem Red Dot Design Award wurden Ganter Produkte 33 mal mit dem iF Product Design Award ausgezeichnet. So zum Beispiel:
- 2014 der bügelförmige Gerätegriff GN 423[13]
- 2015 der ETH-AN Rohrgriff und der MPR Schalen-Klappgriff mit Federrückstellung[14]

## Unternehmensstruktur
- Otto Ganter Normteilefabrik Beteiligungs-GmbH, Furtwangen[15]
  - Otto Ganter Normteilefabrik Geschäftsführungs-GmbH, Furtwangen[15]
    - Otto Ganter GmbH & Co. KG Normteilefabrik[15]
      - Werk I in Furtwangen  Deutschland 
      - Werk II in Rheinhausen  Deutschland 

  - Elesa+Ganter Austria GmbH, Brunn am Gebirge  Österreich 
  - Elesa+Ganter Polska Sp. z.o.o., Piaseczno  Polen
  - Elesa+Ganter Iberica S.L., Soraluce - Guipuzcoa  Spanien
  - Elesa+Ganter China Co. Ltd., Shanghai  Volksrepublik China
  - Elesa+Ganter India Pvt Ltd, Noida  Indien
  - Elesa+Ganter CZ S.R.O., Prag  Tschechien
  - Elesa+Ganter TÜRKIYE, Istanbul  Türkei
  - Elesa+Ganter B.V., RS Nootdorp  Niederlande
  - J.W.Winco Inc., New Berlin (Wisconsin)  Vereinigte Staaten
    - J.W.Winco Canada Inc., Mississauga[16]  Kanada
    - JW Winco México, S.A. de C.V., Santa Catarina  Mexiko

## Publikationen
- Ganter Normelemente-Katalog (17. Auflage)
- Wer ist Ganter. Vortrag an der Fachschule für Technik, Mühlhausen